# Ямуга (посёлок)
Ямуга — посёлок сельского типа в Клинском районе Московской области, в составе Городского поселения Клин. Население — 90 чел. (2010). До 2006 года посёлок входил в состав Ямуговского сельского округа.

## Расположение
Посёлок расположен в центральной части района, примерно в 3 км к северо-западу от города Клин, на безымянном левом притоке реки Ямуга (левый приток Сестры), высота центра над уровнем моря 139 м. Ближайший населённый пункт — деревня Ямуга — в 300 м южнее. У западной окраины посёлка проходит автотрасса М10 «Россия».

## Население
| 2002 | 2006 | 2010 |
| ---- | ---- | ---- |
| 86   | ↗89  | ↗90  |